# Hypocophus humilis
Hypocophus humilis är en insektsart som först beskrevs av Brunner von Wattenwyl 1888.  Hypocophus humilis ingår i släktet Hypocophus och familjen Anostostomatidae. Inga underarter finns listade i Catalogue of Life.